# Halecium perexiguum
Halecium perexiguum is een hydroïdpoliep uit de familie Haleciidae. De poliep komt uit het geslacht Halecium. Halecium perexiguum werd in 1995 voor het eerst wetenschappelijk beschreven door Hirohito. 